# Caracalla
Marcus Aurelius Severus Antoninus (rodným jménem Lucius Septimius Bassianus; 4. dubna 188 v Lugdunu – 8. dubna 217 v Mezopotámii), běžně známý pod přezdívkou Caracalla, již obdržel kvůli svému oblíbenému galskému plášti s kapucí (caracallus), byl římským císařem v letech 211 až 217.
Caracalla byl synem a nástupcem Septimia Severa, zakladatele severovské dynastie. Během své vlády dbal především o vojenské záležitosti, naproti tomu politice a správě státu nevěnoval valnou pozornost. Jeho panování se přesto stalo pamětihodným přijetím ediktu Constitutio Antoniniana, jímž bylo v roce 212 uděleno římské občanství všem svobodným mužům na území římské říše. Podle historika Cassia Diona byl Caracalla k tomuto opatření motivován snahou o zvýšení daňového výnosu. Vraždou svého mladšího bratra a spoluvládce Gety a následným rozsáhlým masakrem Getových stoupenců si Caracalla vytvořil mnoho nepřátel. Protože postupoval se značnou brutalitou vůči každé skutečné nebo domnělé opozici, vešel do povědomí vlivem vylíčení svých činů soudobou senátorskou historiografií jako jeden z největších římských tyranů.

## Život

### Původ a mládí
Caracalla se narodil 4. dubna 188 v Lugdunu (nynější Lyon) jako nejstarší syn Septimia Severa, tehdejšího místodržitele provincie Gallie Lugdunensis, a Julie Domny. Jeho rodné jméno znělo Lucius Septimius Bassianus, přičemž cognomen Bassianus získal po svém dědovi z matčiny strany, který byl knězem slunečního boha Elagabala v syrském městě Emesa (Homs). Po svých rodičích byl Caracalla smíšeného punsko-berberského a arabského původu. V dětství se prý vyznačoval dobrou a přívětivou povahou, ačkoli jako dospělý se choval velice krutě a zuřivě. Pod dohledem nejlepších učitelů studoval Caracalla rétoriku a dokázal přednést celé pasáže z Eurípidových dramat, navzdory tomu nesnášel vzdělání a učené jedince. Když dosáhl věku pěti let, byl jeho otec 9. dubna 193 provolán císařem. Patrně v polovině roku 195 byl Caracallovi udělen titul caesara. Jelikož Septimius Severus usiloval legitimizovat svoji vládu spojením Severovců s Antoninovci, bylo Caracallovo jméno změněno na Marcus Aurelius Antoninus. V roce 197 doprovázel spolu s mladším bratrem Getou svého otce při tažení proti Parthům. Roku 198 byl povýšen do hodnosti augusta, zatímco Getovi byla dána hodnost caesara. Císařská rodina setrvala poté nějakou dobu v Orientu a teprve v roce 202 se vrátila zpět do Říma.

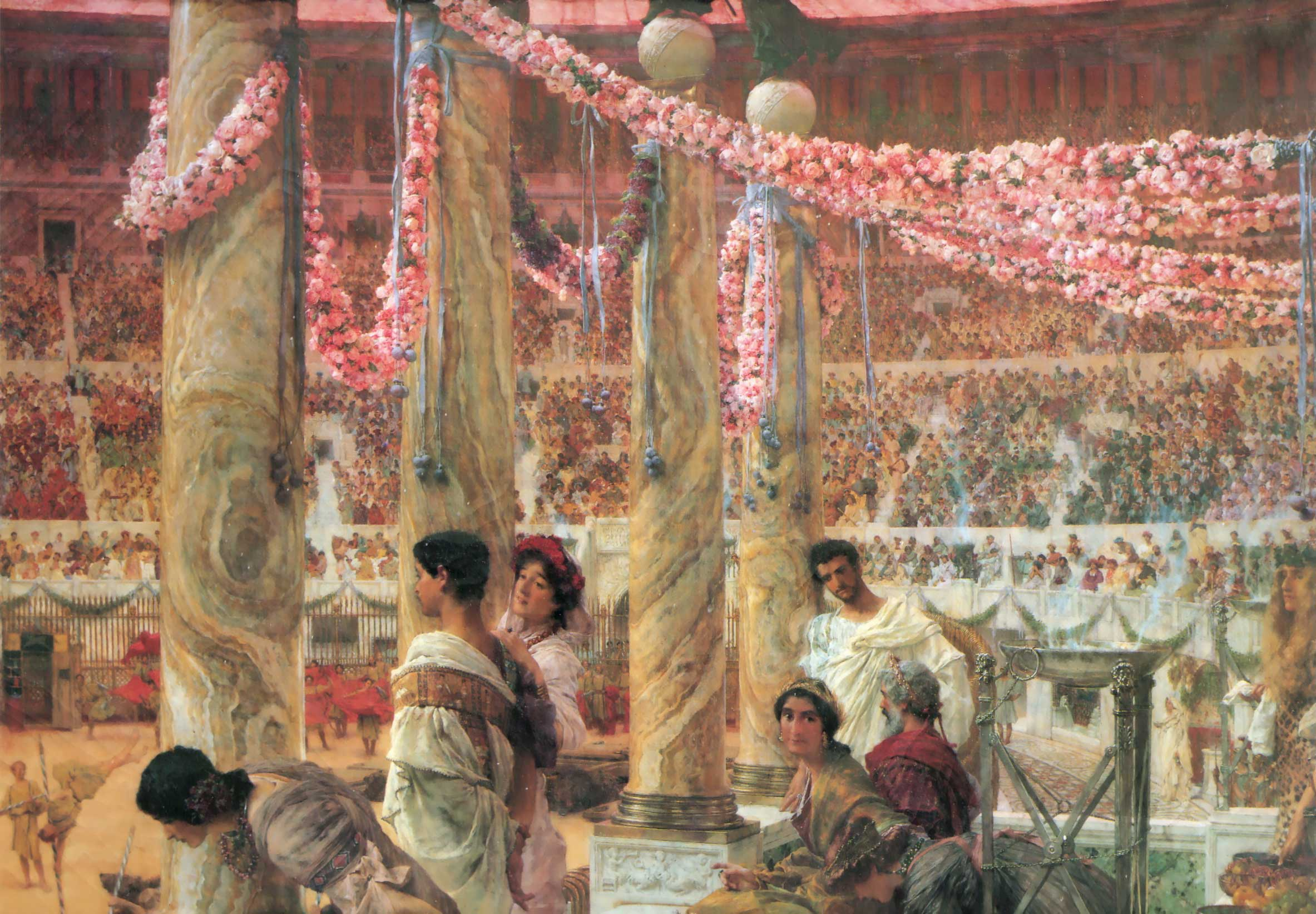
Caracalla a Geta, obraz od Lawrence Alma-Tademy

V dubnu 202 byl Caracalla z rozhodnutí svého otce oženěn s Fulvií Plautillou, jež byla dcerou pretoriánského prefekta Gaia Fulvia Plautiana. Ten pocházel z libyjského města Leptis Magna, rodiště Septimia Severa. Plautianus se domohl mimořádně silné mocenské pozice, navíc upevněné příbuzenským svazkem s císařskou dynastií. Jeho ctižádostivost ho ale přivedla do konfliktu s císařovnou Julií Domnou a Caracallou, neboť ten vnímal Plautiana jako svého rivala. Svého tchána i manželku nenáviděl a oba hodlal při první příležitosti odstranit. Caracallovy intriky přivodily v roce 205 Plautianův pád, načež ho Caracalla nechal v Severově přítomnosti usmrtit. Plautilla byla nucena odejít do vyhnanství na ostrov Lipara, nicméně po Caracallově nástupu na trůn byla i ona zavražděna.
Mezi Caracallou a jeho bratrem Getou se již v brzkém věku projevovala znatelná rivalita a řevnivost, které se v dalších letech vytrvale stupňovaly a později se proměnily ve vzájemnou smrtelnou nenávist. Septimius Severus se marně snažil zmírnit rozpory mezi svými syny a utajit je před veřejností. Dal proto razit mince s nápisem concordia („svornost“), učinil je konzuly pro rok 208 a zdržoval je mimo dvorské pletichy v Římě. V letech 208 až 211 se bratři účastnili Severova tažení v Británii, v jehož průběhu se Caracalla podílel na vedení vojenských operací. Getovi bylo svěřeno řízení civilních záležitostí a v roce 209 byl obdařen titulem augustus, čímž byl postaven na roveň Caracallovi. Dva roky po Severově příchodu do Británie se císařovo zdraví začalo vážně zhoršovat, ovšem vztah mezi jeho syny nevykazoval žádné známky zlepšení. 4. února 211 Septimius Severus zemřel. V souvislostí s tím se vyskytla jistá neprokázaná obvinění, že se Caracalla pokusil otcovu smrt urychlit, což jen dokládá, s jakou netrpělivostí ji očekával.

### Uchopení moci, zavraždění Gety

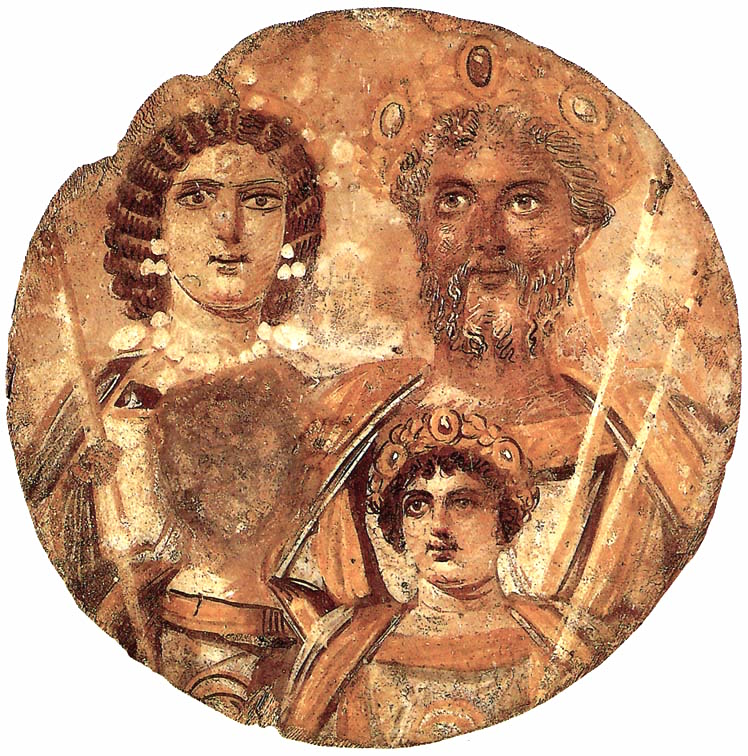
Oficiální dobový portrét císaře Septimia Severa s rodinou (umístěn na provinčním úřadě), Caracalla vpravo dole, obličej Gety byl odstraněn po jeho zavraždění.

Caracalla a Geta se společně ujali vlády, jak Septimius Severus předpokládal, přestože Caracalla měl jako starší mírně navrch. Krátce po Severově úmrtí uzavřeli bratři mír s kmeny v Kaledonii a odebrali se do Říma, avšak už při cestě na sebe pohlíželi s netajenou nevraživostí a nedůvěrou. Jakákoli spolupráce při řízení státu a v politickém vedení byla tudíž vyloučená. Caracalla se nejprve zdráhal proti bratrovi cokoli podniknout, jelikož Geta se těšil vysoké oblibě mezi vojáky. Po návratu do hlavního města se oba císařové v důsledku své animozity obklopili početnou tělesnou stráží. Městské obyvatelstvo, pretoriánská garda a vojenské sbory rozložené v Římě a jeho okolí byly svírány rozpolceností a kolísavostí, občanská válka se tedy zdála být neodvratná.
Po prvotním nezdařeném pokusu o bratrovo zavraždění se Caracallovi koncem prosince 211 podařilo vlákat Getu do léčky, když vyzval svoji matku, aby mezi nimi v soukromí zprostředkovala usmíření. Lehkomyslný Geta se domníval, že v přítomnosti Julie Domny bude před svým bratrem v bezpečí, nicméně Caracalla ho dal bez váhání zavraždit sobě oddanými vojáky. Nad mrtvým Getou bylo vyřčeno damnatio memoriae, takže jeho jméno bylo důkladně odstraněno ze všech veřejných staveb a písemnosti, a dokonce i veškeré mince s jeho podobiznami byly roztaveny a jeho vyobrazení bylo ničeno i na společných portrétech se samotným Caracallou. Caracallova ukrutnost následně připravila o životy tisíce mužů a žen, jež císař považoval za Getovy přátele a příznivce. Mnoho jiných bylo později obviněno z náklonnosti či sympatií vůči Getovi nebo z projevování zármutku nad jeho smrtí. K prominentním obětem teroru patřili i potomci všemi uctívaného Marka Aurelia, jeho dcera Cornificie a jeho vnuk. Pro pouhý žert byl popraven Publius Helvius Pertinax, syn stejnojmenného dřívějšího císaře. Tentýž osud stihl rovněž význačného právníka a pretoriánského prefekta Papiniana.

### Vnitřní politika
V roce 212 uskutečnil Caracalla dvě zásadní opatření: v Římě zahájil stavbu velkolepých lázní Thermae Antoninianae a vydal proslulý edikt Constitutio Antoniniana. Hlavní část Caracallových lázní, jejichž vybudování bylo motivováno snahou císaře zajistit si přízeň lidu, byla dokončena po čtyřech letech, celý komplex byl pak dostavěn za vlády Alexandra Severa. Prostřednictvím Constitutio Antoniniana bylo všem svobodným mužským obyvatelům římské říše poskytnuto římské občanství. Účel a důvody tohoto rozhodnutí nejsou sice dosud dostatečně vysvětleny, edikt každopádně přispěl ke zvýšení standardizace stále byrokratičtějších římských správních struktur. Z právního hlediska nevedlo Constitutio Antoniniana ke zrušení místních právních systémů a jejich nahrazení římským soukromým právem, jak se dříve usuzovalo, neboť lokální práva byla i nadále užívána, pokud neodporovala římskému právu. V kruzích zaujímajících k císaři nepřátelský postoj převládalo mínění, podle něhož došlo k rozšíření občanského práva, aby dotčené osoby byly podrobeny i těm daním, jež se vztahovaly pouze na římské občany. K nim náležela daň za propuštění otroka na svobodu a dědická daň, jejíž sazbu zvýšil Caracalla na dvojnásobek. Odvádění dědické daně bylo navíc uloženo i rodinným příslušníkům, kteří byli dosud z jejího placení vyňati. Zvýšení daňového výnosu představovalo však zřejmě jen jednu z pohnutek Caracallova kroku. Mezi novými občany chtěl pravděpodobně získat také sobě oddané stoupence, čímž by vyvážil zášť tradičních elit, stavějících se k němu značně nenávistně, a posílil svoji mocenskou základnu.

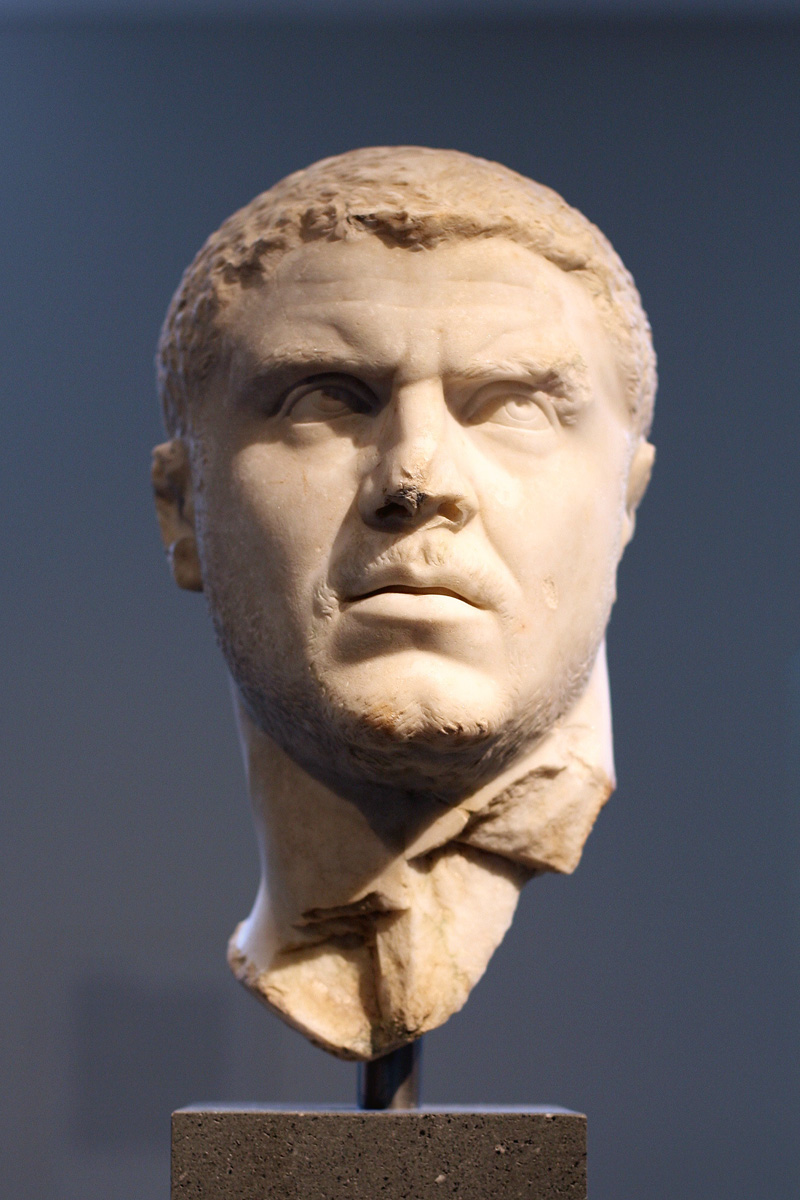
Caracallova busta v Metropolitním muzeu umění

Proti jedincům a skupinám vyvolávajícím v něm hněv nebo podezření vystupoval Caracalla s neobvyklou tvrdostí. Své nepřátele nechával odstranit na základě smyšlených výpovědí od anonymních udavačů. Příznačné pro jeho hrůzovládu bylo, že se nespokojil jen s popravami svých protivníků, nýbrž zastrašoval své odpůrce vraždami náhodně vybraných lidí. V zimě roku 215 vykonal Caracalla svoji nechvalně proslulou návštěvu Alexandrie, jejíž obyvatelé se císaři posmívali kvůli způsobu, jakým ospravedlňoval Getovu vraždu. Na tuto urážku odpověděl Caracalla pobitím deputace předních občanů města vítajících ho při jeho příjezdu. Nato rozpoutal v Alexandrii rozsáhlé krveprolití, během něhož vojáci několik dní plenili a drancovali město. Podle historika Cassia Diona bylo zmasakrováno kolem 20 000 lidí, přičemž byli zabíjeni i cizí návštěvníci pobývající právě v Alexandrii.
Ne vždy se ale události vyvíjely v souladu s Caracallovými nelítostnými záměry, o čemž svědčí událost z jara 212, kdy se císař pokusil připravit o život oblíbeného senátora a někdejšího městského prefekta Lucia Fabia Chilona. Ten upadl v Caracallovu nemilost pro svoje úsilí dosáhnout soudržnosti Caracally a Gety. Nedlouho po Getově zabití vydal Caracalla pretoriánské gardě rozkaz, aby zakročila proti Chilonovi. Pretoriáni vyrabovali Chilonův dům a potom ho nedůstojně vlekli k císařskému paláci. Mezitím došlo k velkému pozdvižení obyvatelstva a ve městě umístěných vojáků, kteří dříve podléhali Chilonovu velení. Když byl zadržený s jejich pomocí osvobozen, považoval Caracalla situaci za tak hrozivou, že se rozhodl postavit za Chilona jako jeho zachránce. Pretoriány jím pověřené provedením zatčení nechal popravit, údajně jako trest za útok na Chilona, ve skutečnosti proto, že selhali při plnění rozkazu. Tato příhoda poukazuje na přinejmenším dočasnou slabost Caracallova postavení, jelikož byl přinucen ustoupit odporu městského obyvatelstva a vojáků.
Caracalla si svým násilím nadělal nesčetné množství nepřátel, především mezi příslušníky aristokratických vrstev, a v důsledku toho závisela jeho moc zcela na podpoře vojska. Obstarávání císařovy osobní bezpečnosti měla na starosti tělesná stráž tvořená Skythy a Germány. Náklonnost svých mužů si Caracalla zajistil zvednutím mzdy legionářů na 675 denárů za rok a obdarováním vojáků štědrými donativy. Vzrostly i odměny poskytované vojákům při odchodu do výslužby. Razantní zvýšení vojenských výdajů mělo ovšem negativní dopad na státní kasu a zároveň podlamovalo stabilitu měny. Materiální preferování armády mohlo být uskutečněno jen na úkor ekonomicky produktivnější části obyvatelstva, a navíc zvětšovalo budoucí nároky a očekávání vojáků. Prohlubování této nepříznivé tendence nedokázali pozdější císařové zabránit, protože by tím riskovali převrat a vlastní sesazení. Caracallovo kupování si přízně armády vytvářelo předpoklady propuknutí politické nestability za vlády vojenských císařů a bylo jednou z příčin hospodářské krize, jež se naplno rozhořela ve druhé polovině 3. století.
Potřeba peněz přiměla Caracallu k uskutečnění měnové reformy, v rámci níž bylo v roce 215 zavedeno nové stříbrné platidlo, označované jako antoninián. Třebaže tato mince měla být ekvivalentem dvou denárů, skutečná hmotnost jednoho antoniniánu odpovídala pouze jednomu a půl denáru, což přispělo k podstatnému vzrůstu inflace.

### Vojenská tažení
Na jaře 213 Caracalla opustil Řím, v němž ve zbytku své vlády pobýval již jen krátký čas, a odebral do Galie. Po většinu roku pak vedl kampaně podél limitu v Horní Germánii a Raetii. Nejprve sice dobyl vítězství v bojích s Alamany při řece Mohanu, avšak další střety se pro něho nevyvíjely příliš příznivě. Situaci na hranicích posléze zkonsolidoval, neboť si vykoupil mír odváděním plateb Germánům. Poté, co strávil zimu v Římě, uskutečnil v následujícím roce cestu na Východ, aby vykonal přípravy k válce proti Parthům. V průběhu cesty se u Caracally začala projevovat jeho vzrůstající fascinace Alexandrem Velikým.
Občanská válka mezi soupeřícími bratry Vologaisem VI. a Artabanem IV. destabilizovala poměry v parthské říši, čehož Caracalla hodlal využít k posílení římského vlivu. V roce 214 Římané anektovali Osroénu, nicméně v témže roce podniknutý vpád do Arménie byl odražen. Caracalla zřejmě neusiloval o trvalé výboje na úkor Parthů, čemuž nasvědčuje i odložení plánované invaze na východ v roce 215. Teprve Artabanovo odmítnutí Caracallovy žádosti o ruku jeho dcery vyprovokovalo Caracallu k zahájení válečných operací. V roce 216 vytáhl v čele vojska do Mezopotámie, přičemž nenarazil na sebemenší odpor, protože Parthové ustupovali před Římany dále na východ. Římané se bez boje zmocnili města Arbely (dnešní Irbíl), načež vyplenili hroby králů Adiabeny. Po tomto snadno dosaženém úspěchu se Caracalla stáhl zpět na římské území a přezimoval v Edesse.

### Smrt
Dříve, než mohlo dojít k novému střetu s Parthy, stal se Caracalla obětí všeobecné atmosféry obav a podezřívavosti, k jejímuž vzniku dal podnět. Mezi řadu osobností nižšího původu pověřených zastáváním čelných funkcí ve státě patřil i pretoriánský prefekt Marcus Opellius Macrinus, jemuž bylo údajně předpovězeno, že usedne na trůn. S ohledem na Caracallovo nevypočitatelné chování znamenalo toto proroctví pro prefekta smrtelné ohrožení. Macrinus se tudíž rozhodl Caracallu předejít a spolu s několika jinými nespokojenci zosnoval spiknutí. Na počátku jara 217 odcestoval císař, doprovázený malou jednotkou vybraných pretoriánů, z Edessy do Karrh (Harran) z důvodu návštěvy tamního chrámu měsíčního boha Luna. Během cesty byl Caracalla 8. dubna 217 zavražděn. Podle tvrzení vracejících se gardistů byl císař probodnut vojákem Juliem Martialem, když se chystal vykonat tělesnou potřebu. Prchající Martialis byl nato ostatními příslušníky tělesné stráže dopaden a ubit. Kvůli Caracallově velké popularitě musel Macrinus svoji účast na vraždě před vojskem utajit. Až po třech dnech váhání se vojáci nechali přesvědčit, aby Macrina prohlásili novým císařem.

## Caracallova povaha a vnímání současníky
Významným prvkem Caracallova charakteru a chování bylo jeho ztotožnění se s Alexandrem Velikým. Obdiv k makedonskému dobyvateli a snaha o napodobování jeho činů nebyla mezi římskými císaři a politiky ničím neobvyklým, ovšem v případě Caracally nabývala jeho posedlost Alexandrem absurdních a groteskních podob. Osvojil si Makedoňanův způsob oblékání, zbraně i vystupování, a dokonce snad zvažoval dobytí parthské říše. Kromě toho přijal také přízvisko Veliký, vycvičil a zorganizoval 16 000 mužů ve falangu podle makedonského vzoru a sám sebe dával znázorňovat na mincích jako boha. Jiným podstatným rysem Caracallovy povahy byla hluboce zakořeněná pověrčivost, takže přísně dodržoval náboženské obřady a bedlivě plnil všechny kultovní rituály. Vystupoval tolerantně vůči Židům a stoupencům křesťanství, avšak jeho nejoblíbenějším božstvem byl egyptský Serapis, za jehož syna nebo bratra se vydával. Rovněž přijal egyptský zvyk ztotožňování vládce s bohem a stal se jediným římským císařem, který byl zpodobněn jako faraon. Na mnoha Caracallových podobiznách je zřetelně ztvárněna jeho prudkost a ukrutnost a podle některých pramenů tento dojem záměrně posiloval, neboť jeho domýšlivost uspokojoval pocit strachu a hrůzy, již vzbuzoval. Taktéž se uvádí, že byl menšího vzrůstu, nicméně vynikal svojí tělesnou zdatností, přičemž podstupoval tytéž strasti a námahu jako jeho vojáci. Zároveň ale vedl velmi rozmařilý život, jímž se natolik vyčerpával, že leckdy nebyl schopen nosit pancíř.
Caracallova obliba mezi vojáky přetrvala dlouho po jeho smrti. Senátoři museli na nátlak armády prohlásit Caracallu bohem. Macrinovi bezprostřední nástupci, císařové Heliogabalus a Alexander Severus, byli vydáváni za Caracallovy nemanželské syny, což jim mělo zjednat sympatie u vojska a usnadnit uchopení moci. Naproti tomu v senátu byl Caracalla nenáviděn a zpráva o jeho smrti tam byla přijata s uspokojením. Silně proticaracallovské smýšlení římské aristokracie se odrazilo i v hlavních antických pramenech, v líčení soudobých dějepisců Cassia Diona a Héródiana, stejně jako v později vzniklém a méně věrohodném spise Historia Augusta. Dílo Cassia Diona, senátora, jenž ke Caracallovi zaujal kritické stanovisko, představuje nejhodnověrnější z dochovaných pramenů. Dio pokládal Caracallu za duševně chorého, ovšem pro potvrzení tohoto obtížně prokazatelného hodnocení nebyl nalezen přesvědčivý doklad.

## Mýty o Caracallovi
Vztah Julie Domny a Caracally byl od okamžiku Getova zavraždění napjatý, třebaže navenek byla císařově matce projevována veškerá náležitá úcta. I přes to se už za Caracallova života vyskytly zvěsti o tom, že po smrti svého otce udržoval císař incestní poměr s matkou. Ačkoli se jednalo o naprosto smyšlenou pomluvu nemající žádnou oporu v realitě, byl tento klep v polovině 4. století převzat jedním tehdejším pramenem jako pravdivá skutečnost, jež byla dále citována. V Historii Augustě, v dílech Aurelia Victora, Eutropia a ve spisu Epitome de Caesaribus byla Julia Domna označována za Caracallovu nevlastní matku, s níž se měl prý Caracalla oženit. Toto bizarní tvrzení se objevuje také u raných křesťanských autorů Orosia a svatého Jeronýma, jejichž prostřednictvím ovlivnilo středověké vnímání Caracally jako bezuzdného zhýralce.
Jiný mýtus vztahující se ke Caracallovi se objevuje v díle Historia regum Britanniae, sepsaném ve 12. století anglickým učencem Geoffreym z Monmouthu. Podle jeho podání byli Geta a Caracalla, jehož zmiňuje pod jménem Bassianus, nevlastní bratři, jelikož ten pocházel z římské matky, zatímco onen z britské. Caracalla byl Britany, k nimž náležel po své matce, zvolen za krále. Poté došlo mezi bratry ke střetnutí, v němž Geta Caracallovi podlehl a v boji padl. Za nějakou dobu byl ale Caracalla poražen a usmrcen Carausiem. Ten byl ve skutečnosti římským důstojníkem, který se v roce 286 nechal provolat císařem, načež po několik let vládl vlastní doméně, zahrnující Británii a severní Galii.